# Рой Мустанг
Рой Мустанг (яп. ロイ・マスタング Рой Масутангу) — персонаж манги и аниме «Стальной алхимик». Создан мангакой Хирому Аракава. Назван в честь истребителя P-51 Mustang. Один из главных персонажей манги и аниме. Полковник армии Аместриса, Государственный Алхимик, непосредственный начальник Эдварда Элрика. В аниме Fullmetal Alchemist (2003) озвучен сэйю Тору Окавой. В аниме Fullmetal Alchemist: Brotherhood (2009) его озвучивал Синъитиро Мики.

## Внешность
Внешность Роя в аниме и манге не изменялась. Среднего роста (173 см), стройный, черные волосы, темные глаза. Почти всегда носит армейскую форму армии Аместриса: штаны-галифе синего цвета с белой полосой по боковому шву, синий мундир с отворотом на левую сторону и белой оторочкой, справа золотой аксельбант. Иногда носит форменную фуражку и тренчкот. Из гражданской одежды носит костюм-тройку, c летним пальто и светлый шарф или простую куртку, в зависимости от ситуации.
Перчатки — элемент одежды, с которым Рой никогда не расстается, так как они требуются ему для алхимического преобразования. Перчатки изготовлены из материала «Пиродекс», с изображением алхимической печати Роя. С помощью печати он может менять концентрацию горючих газов в атмосфере, например увеличить концентрацию кислорода (не горючий газ), или разложить воду на водород и кислород и поджечь их, высекая искру щелчком пальцев. Становятся бесполезными, если намокают, поэтому лейтенант Хоукай всегда носит для него несколько пар запасных. Хотя это не спасает Роя, если погода влажная.

## Характер
В отличие от внешности, характер Роя в аниме Fullmetal Alchemist (2003) существенно отличается от его характера в манге и аниме Fullmetal Alchemist: Brotherhood.

### В анимеFullmetal Alchemist(2003)
Для большинства окружающих Рой Мустанг — интриган и карьерист, одержимый идеей ввести мини-юбки как обязательную форму для женщин в армии Аместриса. Но на нем лежит груз вины за тех, кого он убил в Ишваре, в частности, супругов Рокбелл. Его стремление стать Фюрером продиктовано стремлением более не подчиняться ничьим приказам и желанием искупить свою вину. В аниме Fullmetal Alchemist: Conqueror of Shambala, несмотря на то, что фактически искупил свою вину, свергнув Бредли и установив в стране демократию, чувствует себя виноватым в исчезновении Эдварда.

### В манге и анимеFullmetal Alchemist(2009)
Как и в Fullmetal Alchemist (2003), большинство видит в Рое бабника и бездельника, за которого всю работу делают подчиненные. Для тех, кто знает его лучше, он хитроумный карьерист и интриган, который стремится выслужиться всеми возможными способами. И лишь его ближайшие друзья знают его подноготную. Здесь Рой — смелый и благородный командир. В бою он сражается в первых рядах, ведя за собой своих солдат и расчищая им путь через вражеские линии. Ишвар полностью разрушил его идеалистические представления об армии и войне. В отличие от его версии в аниме 2003 года, Рой жалеет лишь о том, что смог спасти так мало своих солдат и просто не запомнил многих из своих погибших людей. Его стремление стать Фюрером здесь продиктовано желанием положить конец бессмысленным войнам. Его команда полностью его в этом поддерживает и безмерно предана ему. Он платит им тем же. Очень тяжело переживает потери близких ему людей. Умен и проницателен. Сильно расстраивается, если его называют бесполезным.

## Биография

### В анимеFullmetal Alchemist(2003)иFullmetal Alchemist: Conqueror of Shambala
О прошлом Роя до Ишварской войны почти ничего не известно. На войну он отправился в числе кадетов-добровольцев. По окончании войны, не выдержав груза вины, пытался покончить с собой. Изучал человеческое преобразование с целью воскресить докторов Рокбелл, которых он казнил по приказу командования. Пытаясь найти покой, отправился в Ризембург, откуда были родом Рокбеллы, где познакомился с Эдвардом Элриком. Предложил ему стать Государственным Алхимиком, чтобы изучать синтез философского камня. Служил при Восточном и Центральном Штабах армии. После уничтожения Лиора возглавил погоню за сбежавшими братьями Элриками, но, догнав, помог им бежать. Получив звание бригадного генерала, был отправлен на север к Бригсу. Однако вместо него туда отправился его помощник Джин Хавок, замаскированный под Мустанга, который вместе с майором Армстронгом поднял с подчинёнными ему частями мятеж. Сам же Мустанг в это время подготовил и совершил покушение на канцлера Кинга Бредли, убив его. После этого был тяжело ранен Френком Арчером. Выжил, потеряв глаз.
В аниме Fullmetal Alchemist: Conqueror of Shambala мы узнаем, что после переворота Рой отказался от звания Государственного Алхимика и был разжалован в капралы. Добровольно вызвался служить на удаленный пограничный пост, где его навестили лейтенанты Бреда и Хавок. Вернулся в Централ как раз к появлению войск Общества Туле. Взяв под командование войска Централа, разгромил врага и уничтожил Врата. Дальнейшая судьба неизвестна.

### В манге и анимеFullmetal Alchemist(2009)
Родился в 1885 году. Единственный известный родственник — Мадам Кристмас, содержательница известного борделя в Централе. Про неё известно, что она является сестрой отца Мустанга. После смерти его родителей забрала ребенка к себе. Его учителем был алхимик Бертольд Хоукай — отец Лизы. Был направлен на фронт, вместе с остальными Государственными Алхимиками. Служил вместе с Алексом Армстронгом, Маэсом Хьюзом и Лизой Хоукай. После войны «искал таланты» — занимался поиском талантливых алхимиков для армии. Именно так он и познакомился с Эдвардом Элриком в 1910 году. За безупречную службу был переведен в Генштаб армии Аместриса. В Централе узнал о существовании гомункулов и армейских исследованиях философского камня. Убил гомункула Похоть (2009). В результате серии неудач был разоблачен Кингом Брэдли и потерял верных ему людей (их разослали в удаленные штабы). Несмотря на это, подготовил и осуществил военный мятеж при поддержке генералов Груммана и Армстронг, а также верных ему ветеранов Ишвара. Отказался совершать человеческое преобразование, но был насильно проведен через Врата Истины, в результате ослеп.
После успешного мятежа был объявлен героем и повышен до звания генерал. На последней странице манги, есть фото Мустанга в погонах с тремя звездами, соответствующих в мире Стального алхимика званию генерал. Доктор Марко использовал свой философский камень для восстановления зрения Роя, в обмен на обещание восстановления Ишвара. Автор и руководитель проекта по строительству железной дороги до Империи Ксинг.

## Боевые способности
Рой — огненный алхимик. Один из немногих алхимиков, чья алхимия изначально ориентирована на применение в бою, и он владеет ею в совершенстве. У Мустанга есть перчатки из пиродекса, на которых нарисован алхимический круг. Треугольник с горизонтальной чертой посередине означает воздух, такой же, но перевернутый — землю, треугольник посередине круга — огонь, внизу расположена саламандра — символ огня, вверху — значок огня. Принцип применения его алхимии следующий: с помощью своего алхимического знака Рой создает область с высоким содержанием кислорода, а затем поджигает его, высекая искру щелчком пальцев. Область поражения может варьироваться. Как правило Рой одной рукой создает заградительную стену огня или огненные вихри, а в это время использует другую руку для нанесения точных ударов. Также Рой может разложить воду на кислород и водород и поджечь последний.
Помимо алхимии, Мустанг неплохой стрелок и чрезвычайно подвижен. Хотя его реакции оказалось недостаточно, чтобы противостоять неудавшимся кандидатам на роль Кинга Брэдли в главе 99 манги.
В 107 главе Мустанг впервые использовал алхимию после того, как вернулся из Врат. Он мог использовать алхимию, как братья Элрики, Хоэнхайм и Идзуми Кертис, без круга. Известно, что он владеет и универсальной алхимией, как у Элриков.
Также он хорошо ориентируется по голосу Лизы Хоукай, какое место атаковать. Причём точность попадания в цель не слишком изменилась, когда он ослеп.

## Отношения с другими персонажами

### С Эдвардом Элриком
Для Эдварда Рой — заноза в заднице, так как постоянно издевается над ним. Из-за этого Эд мечтает начистить ему рожу, что, впрочем, у него так и не выходит (хотя, когда гомункул Зависть превращается в Мустанга, ему это удаётся). Предоставляет Эду полную свободу действий, хотя иногда дает ему поручения в удаленных регионах. Сочувствует Эду и пытается оберегать его, понимая, что Эд, в сущности, ребёнок, которому пришлось рано повзрослеть, но не афиширует это. В общем, относится к Эду как к своему подчинённому: ценит, но виду не подаст.

### С Лизой Хоукай
Лиза — дочь учителя Роя Бертольда Хоукай и носитель (в прямом смысле) секрета огненной алхимии. Именно она раскрывает Мустангу записи отца, которые Бертольд оставил на спине своей дочери в виде татуировки, после чего по ее же просьбе Рой сжигает самые важные из участков татуировки. Фактически, Лиза — самый близкий человек для Роя. В аниме Она полностью в курсе не только его планов, но и причин его поступков. Рой считает Лизу самой ценной из своих людей, когда он сравнивал своих подчиненных с фигурами на шахматной доске, Рой назвал Лизу королевой. Он ей безмерно доверяет и даже приказал убить его, если он сойдет с выбранного им пути. Как говорит сама Лиза: «После этого я отправлюсь следом за Вами». Мустанг сломя голову бросается на помощь, если ей грозит смертельная опасность. В частности, когда Лизе грозила опасность со стороны и гомункула Обжорства, он, несмотря на то, что являться туда и обличать себя, как соучастника, очень опасно и крайне глупо, кидается ей на помощь.

### С остальными подчинёнными
Рой действительно ценит своих людей. После Ишвара он собрал команду из профессионалов и смог заслужить их преданность. Они пойдут за ним даже в ад, как и сам Мустанг за своей командой. После тяжелого ранения Джина Хавока, в итоге которого он утратил возможность ходить, Рой становится лично заинтересованным в поиске философского камня, а когда в конце аниме и манге доктор Марко предлагает возвратить Огненному алхимику утерянное зрение с помощью остатков красного камня, тот сперва посылает за Хавоком и приказывает излечить его паралич. Подчиненные Мустанга - и его сила, и, одновременно, его слабое место.

### С Маэсом Хьюзом
Хьюз — старый друг Роя с Военной Академии. Они вместе прошли Ишварскую Войну, сражались бок о бок какое-то время. Маэс лучший друг Мустанга, хотя и постоянно надоедает рассказами о своей жене, дочери и предложением жениться. Однажды Огненный алхимик в бешенстве доходит до обещания «зажарить через телефонную линию». После убийства Маэса Рой был подавлен и поклялся найти и убить виновного в его смерти, что в дальнейшем повлияло на ход некоторых событий. В последних главах манги и аниме он находит убийцу Хьюза — Зависть — и теряет голову, жажда мести, боль от потери лучшего друга, так долго преследовавшие его, пожирают Мустанга изнутри, но прийти в себя и предотвратить убийство гомункула помогают Эд, Риза и Шрам.